# Tentativa de assassinato de Theodore Roosevelt
Em 14 de outubro de 1912, o ex-taberneiro John Schrank (1876–1943) tentou assassinar o ex-presidente dos Estados Unidos Theodore Roosevelt enquanto ele fazia campanha para a presidência em Milwaukee, Wisconsin. A bala de Schrank se alojou no peito de Roosevelt depois de penetrar no estojo de óculos de aço de Roosevelt e passar por uma cópia grossa (50 páginas) dobrada do discurso intitulado "Causa Progressista Maior que Qualquer Indivíduo", que ele carregava em sua jaqueta. Schrank foi imediatamente desarmado (pelo imigrante tcheco Frank Bukovsky) e capturado; ele poderia ter sido linchado se Roosevelt não tivesse gritado para que Schrank permanecesse ileso. Roosevelt garantiu à multidão que estava bem e depois ordenou que a polícia assumisse o controle de Schrank e garantisse que nenhuma violência fosse cometida contra ele.
Como caçador e anatomista experiente, Roosevelt concluiu corretamente que, como não estava tossindo sangue, a bala não havia atingido seu pulmão; ele recusou sugestões para ir ao hospital imediatamente. Em vez disso, ele fez o discurso programado. Seus comentários iniciais para a multidão reunida foram: "Amigos, vou pedir-lhes que fiquem o mais quietos possível. Não sei se vocês entendem perfeitamente que acabei de levar um tiro - mas é preciso mais do que isso para matar um Bull Moose."
Posteriormente, sondagens e radiografias mostraram que a bala havia se alojado no músculo peitoral de Roosevelt, mas não penetrou na pleura. Como os médicos concluíram que seria menos perigoso deixá-lo no lugar do que tentar removê-lo (Roosevelt tornou-se presidente após o assassinato do próprio McKinley, onde o ferimento à bala gangrenou), Roosevelt carregou a bala consigo pelo resto da vida. Tanto o presidente William Howard Taft, quanto o candidato democrata Woodrow Wilson suspenderam sua própria campanha até que Roosevelt se recuperasse e retomasse a sua. Quando questionado se o tiroteio afetaria sua campanha eleitoral, ele disse ao repórter: "Estou em forma como um alce". O alce tornou-se um símbolo de Roosevelt e do Partido Progressista; muitas vezes era referido simplesmente como Partido Bull Moose. Ele passou duas semanas se recuperando antes de retornar à campanha. Mais tarde, ele escreveu a um amigo sobre a bala dentro dele: "Não me importo mais com isso do que se estivesse no bolso do meu colete."
O atirador, John Schrank, inicialmente se declarou culpado da acusação de tentativa de homicídio, mas o juiz de primeira instância, não convencido da sanidade de Schrank, recusou o apelo e o caso foi levado a julgamento. Schrank foi considerado inocente por motivo de insanidade pelo júri e foi condenado à institucionalização por tempo indeterminado.

## Antecedentes
Theodore Roosevelt ascendeu à presidência após o assassinato de William McKinley em 1901, cumprindo os 3 anos e 6 meses restantes do mandato, e foi então eleito para um mandato completo na eleição presidencial de 1904. Recusou-se a concorrer a outro mandato em 1908, de acordo com a tradição estabelecida por George Washington de que ninguém deveria servir mais de dois mandatos como presidente dos Estados Unidos (posteriormente codificado na 22.ª Emenda). Roosevelt apoiou William Howard Taft, seu Secretário da Guerra, na Convenção Nacional Republicana de 1908. Taft ganhou a indicação republicana e a eleição presidencial, mas Roosevelt ficou insatisfeito com o trabalho de seu sucessor e nas eleições seguintes procurou retomar a presidência.
A campanha para a eleição presidencial de 1912 foi caracterizada por uma séria divisão no Partido Republicano entre a ala conservadora do presidente Taft e a ala liberal/reformista do ex-presidente Roosevelt. Depois de um amargo confronto na Convenção Republicana, Taft foi indicado novamente. Roosevelt liderou um grupo de seus seguidores, que realizaram uma convenção e o indicaram para presidente na chapa do Partido Progressista, apelidado de "Bull Moose Party". Taft e seus apoiadores atacaram Roosevelt por ter sede de poder e por tentar quebrar a tradição de que os presidentes dos Estados Unidos cumprem apenas dois mandatos.

## Tentativa de assassinato

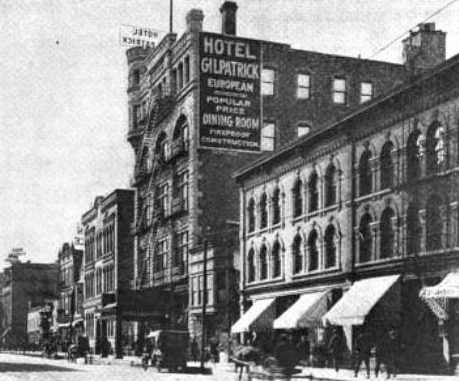
Gilpatrick Hotel

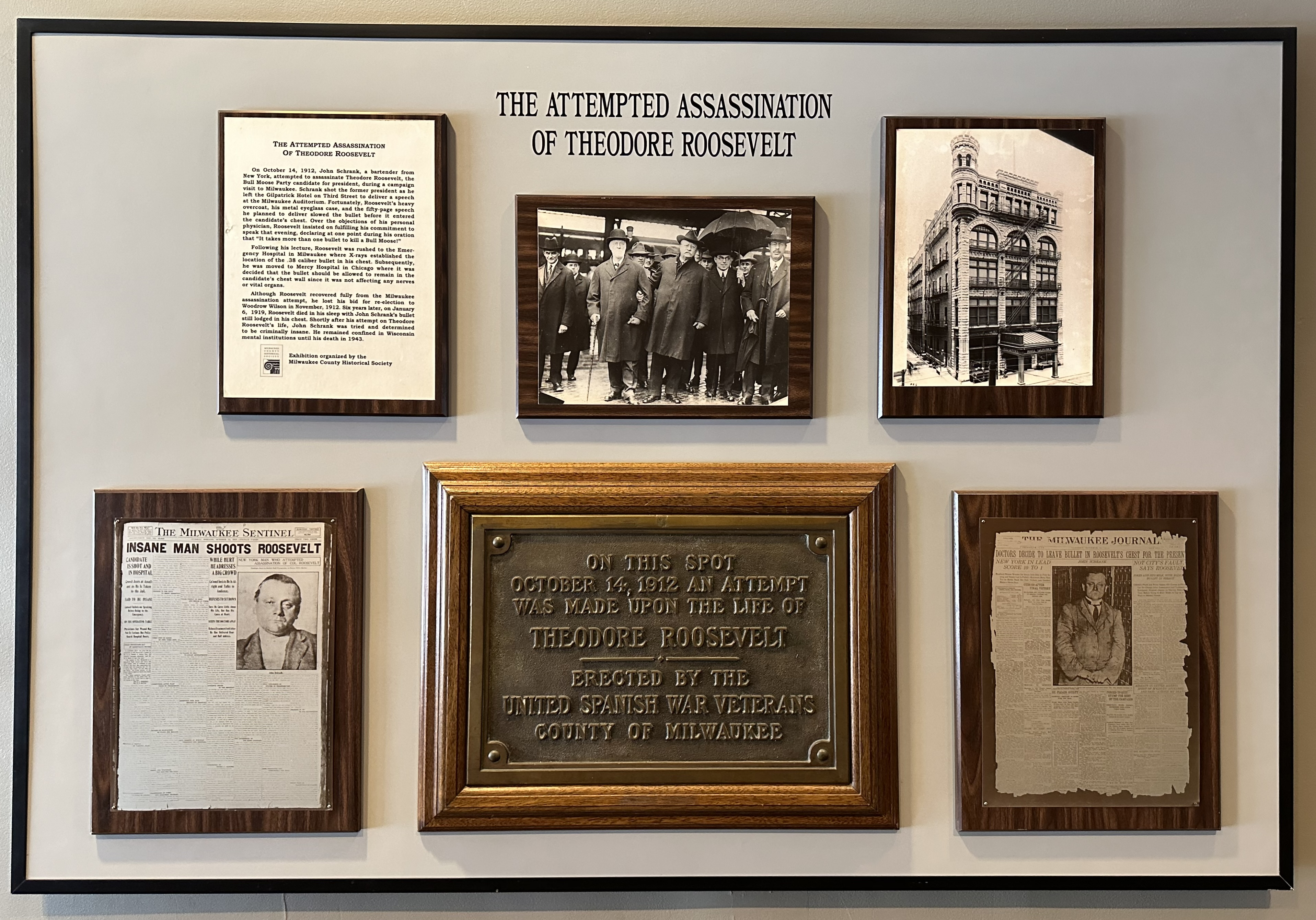
Memorial da tentativa de assassinato de Theodore Roosevelt no Hyatt Regency em Milwaukee

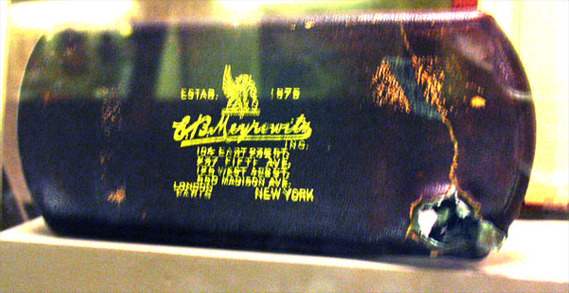
Estojo de óculos de Theodore Roosevelt, perfurado pela bala no canto inferior direito

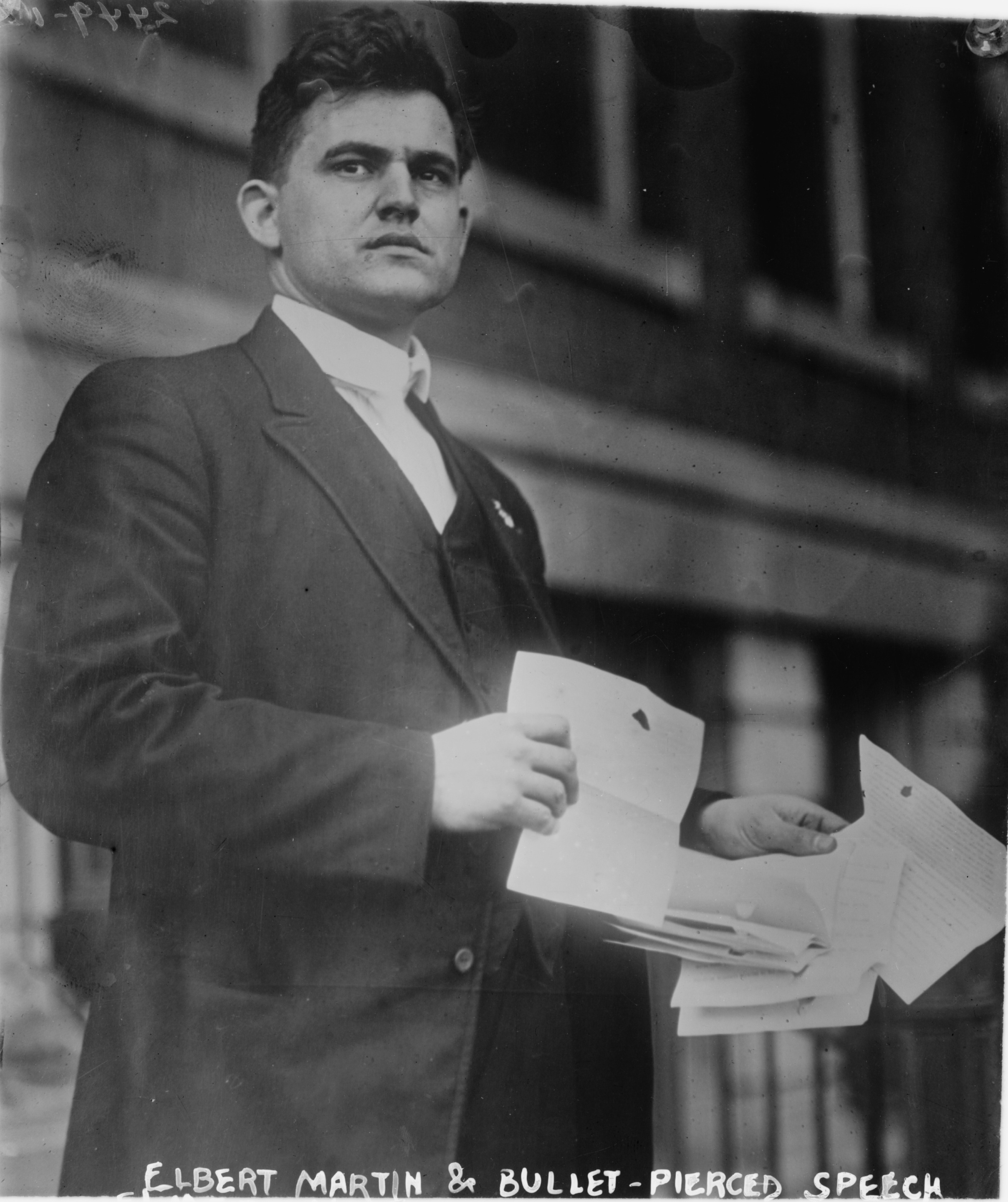
Elbert E. Martin, taquígrafo de Theodore Roosevelt, segurando o discurso com um buraco de bala nas páginas

De acordo com documentos encontrados com Schrank após a tentativa de assassinato, Schrank escreveu que o fantasma de William McKinley veio até ele em um sonho e disse a Schrank para vingar sua morte, apontando para uma foto de Theodore Roosevelt. Por fim, em 14 de outubro de 1912, enquanto Roosevelt fazia campanha em Milwaukee, Wisconsin, Schrank tentou assassiná-lo.
Roosevelt estava no Gilpatrick Hotel, em jantar oferecido pelo dono do hotel, um apoiador. O ex-presidente deveria fazer um discurso no Milwaukee Auditorium. Circularam notícias de que Roosevelt estava no hotel, e Schrank (que acompanhava Roosevelt de Nova Orleães a Milwaukee) foi para o hotel. O ex-presidente terminou a refeição e saiu do hotel para entrar em um carro aberto. Roosevelt levantou-se para reconhecer os aplausos da multidão reunida e Schrank agiu.

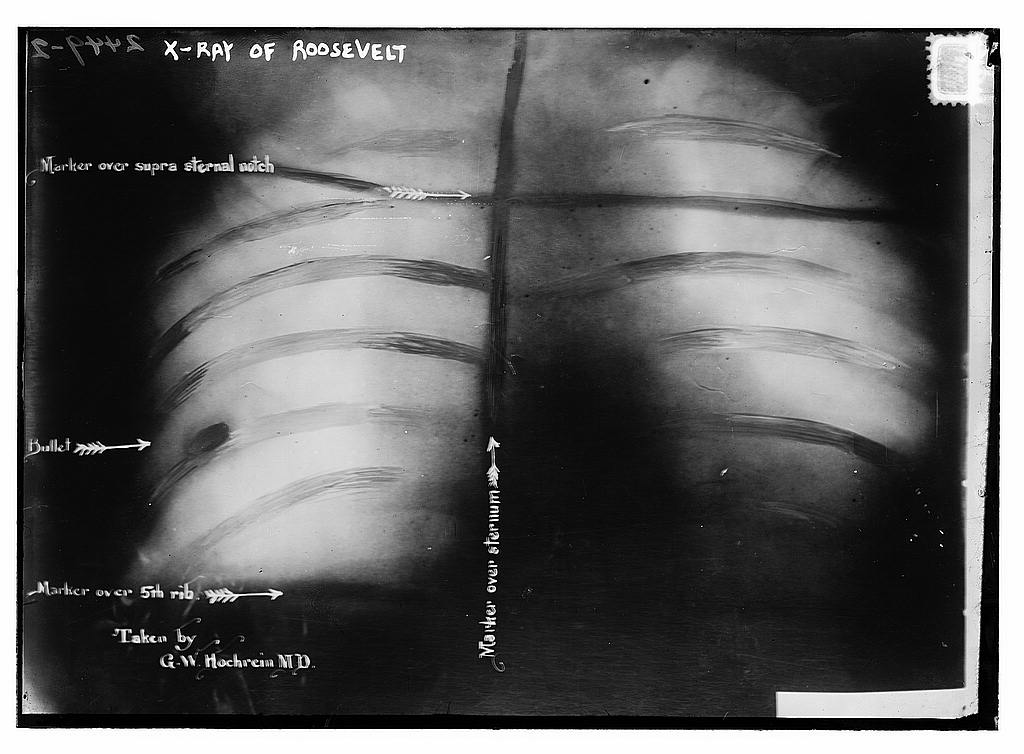
Raio X da bala de Schrank no peito de Roosevelt

Schrank atirou em Roosevelt, mas a bala se alojou no peito de Roosevelt somente depois de atingir seu estojo de óculos de aço e uma cópia de 50 páginas de seu discurso intitulado "Causa Progressista Maior que Qualquer Indivíduo", que ele carregava no bolso da jaqueta. Enquanto os espectadores ofegavam e gritavam, Elbert E. Martin, um dos secretários de Roosevelt e ex-jogador de futebol, foi o primeiro a reagir, saltando sobre Schrank, derrubando-o no chão e pegando sua arma. A. O. Girard, um ex-Rough Rider e guarda-costas do ex-presidente, e vários policiais foram para cima de Schrank no mesmo momento. Roosevelt tropeçou, mas endireitou-se e ergueu novamente o chapéu, com um sorriso tranquilizador no rosto. Seu assessor, Harry Cochems, perguntou a Roosevelt se ele havia sido atingido, e Roosevelt simplesmente disse com segurança: "Ele me acertou, Harry."
Enquanto Schrank era subjugado e mantido em pé, a multidão entrou em frenesi. Vários dos homens mais próximos de Schrank começaram a espancá-lo, e outros gritaram "mate-o!" e "enforque-o!". Roosevelt, vendo o que estava acontecendo, gritou para a multidão: "Não o machuquem. Tragam-no aqui. Quero vê-lo". A multidão, ouvindo a voz de Roosevelt, olhou para Roosevelt, surpresa ao vê-lo levantar-se e falar. Um membro perguntou: "Ele está bem?"; Roosevelt, com um sorriso tranquilizador, balançou o chapéu no ar e disse: "Estou bem, estou bem". Aliviada, a multidão explodiu em aplausos, permitindo que quatro policiais abrissem caminho no meio da multidão e segurassem Schrank.
Roosevelt ordenou: "Traga-o para mim". Schrank foi conduzido até Roosevelt e os dois homens se olharam nos olhos. Colocando as mãos na cabeça de Schrank para que pudesse olhar para ele e determinar se já o tinha visto antes, Roosevelt disse a Schrank: "Por que você fez isso?" Não obtendo resposta, ele disse: "Oh, de que adianta? Entregá-lo à polícia." Enquanto a polícia detinha Schrank, Roosevelt olhou para ele e disse: "Pobre criatura". Roosevelt ordenou: "Oficiais, tomem conta dele e certifiquem-se de que não haja violência contra ele." Girard e outro oficial conduziram Schrank para dentro do hotel enquanto a multidão o vaiava e aplaudia Roosevelt, cumprindo seus desejos. Roosevelt deu outra tira de chapéu tranquilizadora à multidão antes de partir em seu carro. Schrank foi levado à cozinha, onde foi entregue à polícia local.
Roosevelt, como caçador e anatomista experiente, concluiu corretamente que, como não estava tossindo sangue, a bala não havia atingido seu pulmão e recusou sugestões para ir ao hospital imediatamente. Em vez disso, ele fez seu discurso agendado com sangue escorrendo em sua camisa. Ele falou por 50 minutos antes de terminar seu discurso e aceitar atendimento médico. Seus comentários iniciais para a multidão reunida foram: "Senhoras e senhores, não sei se vocês entendem perfeitamente que acabei de levar um tiro, mas é preciso mais do que isso para matar um Bull Moose."
Posteriormente, sondagens e radiografias mostraram que a bala havia se alojado no músculo peitoral de Roosevelt, mas não penetrou na pleura. Os médicos concluíram que seria menos perigoso deixá-lo no lugar do que tentar removê-lo, provavelmente lembrando o que havia acontecido com o antecessor imediato de Roosevelt, que morreu depois que o ferimento da bala infeccionou, e Roosevelt carregou a bala consigo pelo resto de sua vida. Anos mais tarde, quando questionado sobre a bala dentro dele, Roosevelt diria: "Não me importo mais com isso do que se estivesse no bolso do meu colete."
Tanto Taft quanto o candidato democrata Woodrow Wilson suspenderam suas próprias campanhas até que Roosevelt se recuperasse e retomasse a sua. Quando questionado se o tiroteio afetaria sua campanha eleitoral, ele disse ao repórter: "Estou em forma como um alce", o que inspirou o emblema do partido. Roosevelt fez apenas mais dois discursos na campanha. Embora Roosevelt tenha obtido mais votos e votos eleitorais do que Taft, Wilson superou ambos para ganhar a presidência.

## Perpetrador

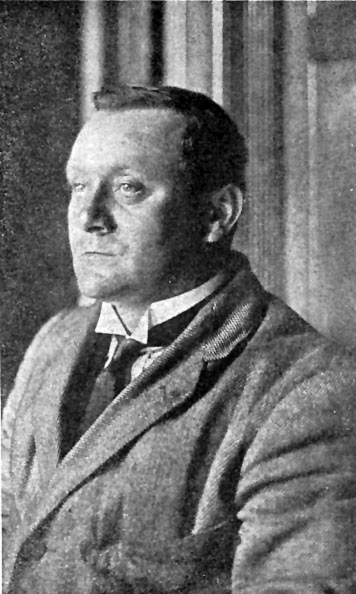
John Schrank

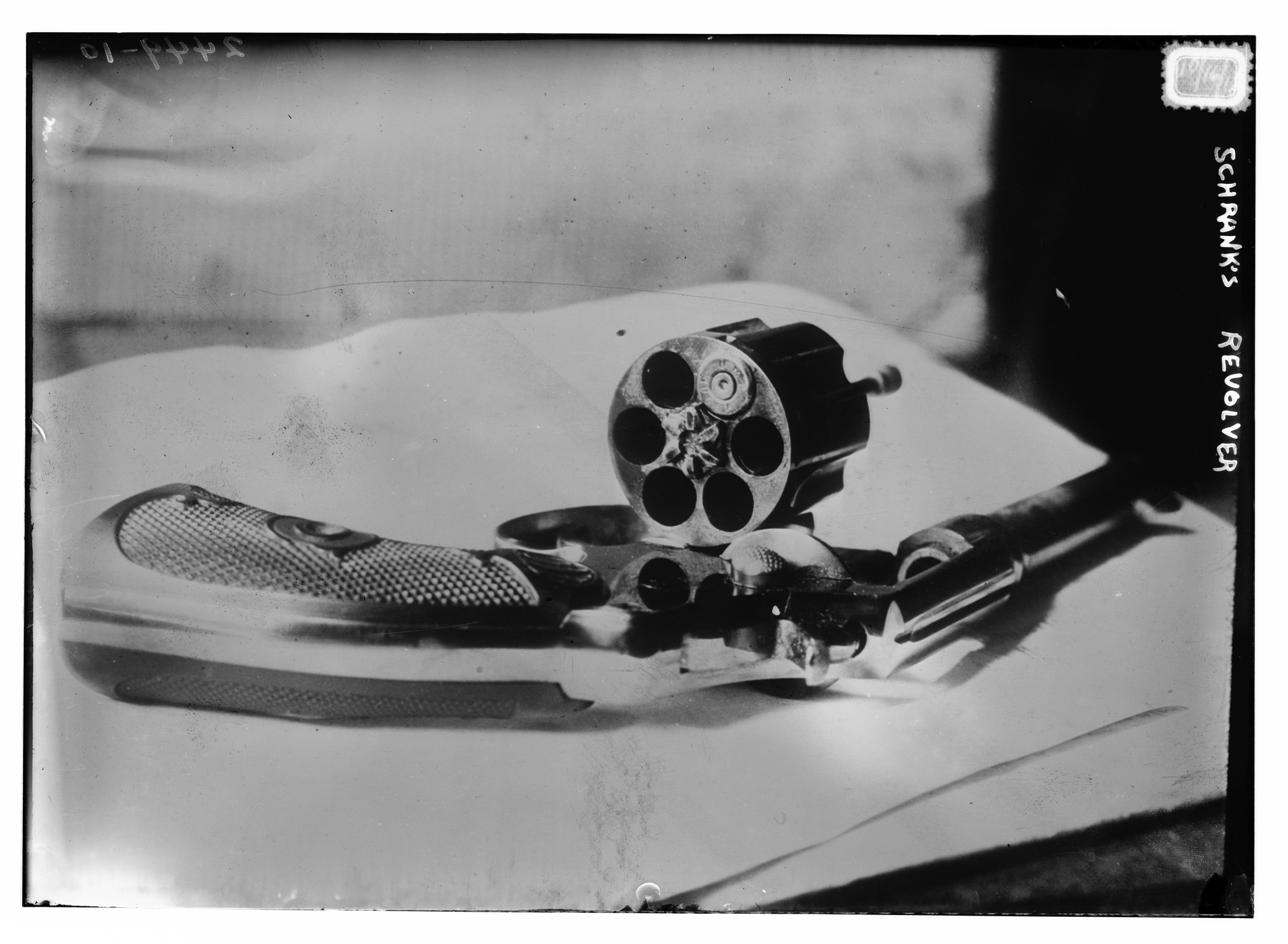
O revólver Colt Police Positive Special calibre .38 que Schrank usou para atirar em Roosevelt

O atentado contra a vida de Roosevelt foi perpetrado por John Schrank, nascido na Baviera e dono de bar em Nova Iorque. Schrank nasceu em Erding, Baviera, em 5 de março de 1876. Ele emigrou para os Estados Unidos aos 9 anos. Seus pais morreram logo depois, deixando Schrank para trabalhar para seu tio, um dono de taverna em Nova Iorque. Após a morte, a tia e o tio de Schrank deixaram-lhe propriedades valiosas, com a expectativa de que Schrank pudesse viver uma vida tranquila e pacífica. Schrank ficou com o coração partido, não apenas porque perdeu seu segundo casal de pais, mas também porque sua primeira e única namorada, Emily Ziegler, morreu no desastre do General Slocum no rio East, em Nova Iorque. Schrank vendeu as propriedades e vagou pela Costa Leste por anos. Ele se tornou profundamente religioso e um estudioso da Bíblia fluente, cujas habilidades de debate eram bem conhecidas nos bares e parques públicos de seu bairro. Ele escreveu poesia simples e vívida. Ele passou muito tempo andando pelas ruas da cidade à noite, mas não causou nenhum problema documentado.

## Consequências e motivos
Schrank foi preso, declarado culpado e sob fiança de US$ 7.500 (equivalente a US$ 227.431 em 2022). O sargento Robert Flood perguntou-lhe por que ele fez isso e ele disse: "Fiz isso porque me opus ao terceiro mandato. Não fale comigo, não direi nada até amanhã, pois quero dormir." O The Milwaukee Sentinel publicou uma edição extra em 15 de outubro de 1912 com a manchete, "Homem Insano Atira em Roosevelt".
Logo após a tentativa de assassinato, psicólogos examinaram Schrank e relataram que ele tinha "delírios insanos, gradioso em caráter grandiose", declarando-o louco. Em seu julgamento, o suposto assassino afirmou que o fantasma de William McKinley o visiou em um sonho e lhe disse para vingar seu assassinato matando Roosevelt. Schrank foi internado no Hospital Estadual Central para Criminosos Insanos em Waupun, Wisconsin, em 1914. Ele permaneceu lá por mais 29 anos, até morrer em 15 de setembro de 1943, de pneumonia brônquica. Seu corpo foi doado à faculdade de medicina da Universidade Marquette (hoje Medical College of Wisconsin) para dissecção anatômica.
Theodore Roosevelt se opôs às alegações de insanidade de Schranck. Roosevelt observou que Schranck, que começou a segui-lo na Luisiana, teve o bom senso de esperar até chegar a Wisconsin para tentar o assassinato, porque Shranck provavelmente teria sido linchado se tivesse tentado o assassinato em um estado do sul (como foi, Shranck quase foi linchado mesmo em Wisconsin), e porque Shranck teria sido executado em um estado do sul mesmo se não tivesse sido linchado.
Para o 100.º aniversário da tentativa de assassinato, a Historic Milwaukee Inc. reencenou o episódio. O evento contou com a presença do prefeito Tom Barrett e aconteceu no domingo, 14 de outubro, em frente ao Hyatt Regency Hotel, 333 W. Kilbourn Ave.

## Arquivo
Enquanto John F. Schrank estava internado, ele escreveu várias cartas ao médico que consultava no hospital psiquiátrico, Adin Sherman. A Universidade da Carolina do Norte em Wilmington possui vinte delas. As cartas são datadas entre 1914 e 1918. O número de acesso à Coleção de Manuscritos é 148. 
A Biblioteca Pública de Milwaukee contém uma coleção de peças judiciais e transcrições do julgamento de Schrank. É a Coleção de Manuscritos de História Local 43.